# Destitución de los magistrados del Tribunal Constitucional
El proceso de destitución de tres magistrados del Tribunal Constitucional peruano en 1997 fue un juicio político seguido por el Congreso de la República contra los magistrados Guillermo Rey Terry, Manuel Aguirre Roca y Delia Revoredo durante el gobierno de Alberto Fujimori. Los magistrados fueron destituidos por supuesta infracción constitucional el 28 de mayo de 1997. Este acto fue declarado sin efectos jurídicos por sentencia de la Corte Interamericana de Derechos Humanos en el caso "Tribunal Constitucional versus Perú" del año 2001.

## Antecedentes

### Ley de interpretación auténtica
El 23 de agosto de 1996 se promulgó la ley de interpretación auténtica (ley n.º 26657) que habilitaba al entonces presidente de gobierno Alberto Fujimori para una postulación a la reelección presidencial a pesar de que la Constitución Política de 1993 establecía que solo se permitía una reelección presidencial. Bajo esta ley, Fujimori podía postular para un tercer periodo presidencial en las elecciones generales de 2000, ya que había sido elegido en 1990 y 1995.
Luego de la aprobación de la ley de interpretación auténtica, el Colegio de Abogados de Lima interpuso una acción de inconstitucionalidad ante el Tribunal Constitucional. La entidad consideraba que dicha ley violaba el artículo n.º 112 de la Constitución Política, que establecía la posibilidad de una sola reelección.
El 27 de diciembre de 1996, el Tribunal Constitucional comenzó a discutir el caso y consideró que la ley n.º 26657 sería inaplicable. La sentencia quedó pendiente de suscripción y fue publicada el 16 de enero de 1997. La sentencia se resolvió con tres votos a favor (Rey Terry, Aguirre Roca y Revoredo) y cuatro abstenciones (Nugent, García Marcelo y Acosta Sánchez). Entre el debate de la sentencia y su publicación en enero, trascendió la ponencia (proyecto de sentencia) hecha por el magistrado Rey Terry a diversos medios de comunicación.
El 15 de enero de 1997, la magistrada Revoredo denunció una sustracción de documentos de su oficina en la sede del Tribunal Constitucional.
El 20 de enero de 1997, el Colegio de Abogados de Lima solicitó aclaración de la sentencia del Tribunal Constitucional. En dicho contexto, los magistrados Aguirre Roca, Rey Terry y Revoredo resolvieron, en una aclaración, que no había tema por aclarar, resolución que no fue publicada en el diario El Peruano.

## Proceso
El 27 de febrero de 1997, ante las denuncias de la magistrada Delia Revoredo, el Congreso aprobó la formación de una Comisión Investigadora para esclarecer los presuntos actos de hostigamiento contra los magistrados del Tribunal Constitucional. La comisión fue presidida por la congresista fujimorista Martha Hildebrandt e integrada por Javier Alva Orlandini, Gustavo Mohme Llona, Luis Delgado Aparicio, Enrique Chirinos Soto, Jorge Trelles Montero y Edith Mellado. Dicho grupo de trabajo recibió a los jueces constitucionales y empezó a investigar irregularidades que habrían ocurrido en el Tribunal con ocasión de la sentencia.
El 15 de mayo de 1997, la Comisión Investigadora presentó a la Comisión Permanente una denuncia constitucional contra los magistrados Rey Terry, Aguirre Roca, Revoredo Marsano y Nugent López Chávez por infracción constitucional. A los tres primeros se les acusaba por presentar una ponencia como sentencia y por emitir la Resolución de aclaración a nombre del Tribunal Constitucional. Por otro lado, al magistrado Nugent se le acusaba por no convocar al Pleno del Tribunal Constitucional para resolver la aclaración.
La Comisión Permanente designó una subcomisión encargada de las denuncias constitucionales, la cual fue integrada por los congresistas Luz Salgado Rubianes, Dennis Vargas Marín y Aldo Estrada Choque. El congresista Estrada renunció a dicha subcomisión.
El 23 de mayo la Comisión Permanente designó a los congresistas Enrique Chirinos Soto, Luis Delgado Aparicio y Gustavo Mohme Llona como miembros de la Subcomisión Acusadora. El congresista Mohme renunció a la designación y protestó por el procesamiento de magistrados del Tribunal Constitucional.
El 28 de mayo de 1997, asistieron al Pleno del Congreso los tres magistrados en compañía de sus abogados Raúl Ferrero Costa, Valentín Paniagua Corazao y Juan Monroy Gálvez.
El congresista Enrique Chirinos Soto realizó la acusación en el pleno. El discurso estuvo inspirado en el ¡Yo acuso...! del escritor francés Émile Zola.

Señor Presidente: Yo puedo acusar y acuso a los señores magistrados Nugent, Aguirre Roca, Rey Terry y a la señora Revoredo Marsano. Debo decir de una vez que tal acusación nada tiene que ver con el respeto que profeso por los cuatro señores magistrados ni con los lazos de amistad que me unen o quizás me han unido a ellos. El respeto no me cohibe de discrepar, de una manera frontal, con su conducta que yo juzgo anticonstitucional y con sus hechos y actos que también juzgo anticonstitucionales.
Acusación hecha por Enrique Chirinos Soto

Luego de exponer los argumentos o infracciones constitucionales, Chirinos Soto culminó afirmando que era menester sancionar a los magistrados del Tribunal Constitucional «por salud de la República» bajo la retórica de Catón el Viejo con delenda est Carthago.

El viejo Catón en la antigua República Romana terminaba todos sus discursos con una frase que se ha hecho célebre: "Delenda est Cartago". Es menester destruir a Cartago para salvar la salud de la República.
Como el viejo Catón el Censor, también digo, señor Presidente, que es menester sancionar, por la salud de la República, a quienes han infringido la Constitución. No se construye una democracia con instituciones que acusan contradicciones semejantes y desvíos tan aparatosos de la Constitución. Ello no tiene que ver nada, repito, con el respeto que me inspiran los acusados que están aquí, entre otros votos, con el mío. No ataco a las personas. No he usado una sola vez el argumento ad-hóminem.
Acusación hecha por Enrique Chirinos Soto

Tras la exposición de Chirinos Soto, el congresista Delgado Aparicio continuó con la acusación a los magistrados del Tribunal Constitucional. Luego de ello, ejercieron la defensa de los magistrados los abogados Paniagua Corazao, Ferrero Costa y Monroy Gálvez.
Por la tarde del 28 de mayo de 1997, el Pleno del Congreso aprobó el informe de la Comisión Permanente y la destitución de los señores Manuel Aguirre Roca, Guillermo Rey Terry y Delia Revoredo Marsano. Desde entonces, Fujimori desestimó reponer a los magistrados destituidos, incluso cuando Misión de alto Nivel de la OEA sugirió reincorporarlo.

## Votación
|             | Sí | No | Abs. |
| ----------- | -- | -- | ---- |
| Destitución | 52 | 33 | 1    |

## Reacciones
En junio de 1997, 15 000 personas protestaron en el Congreso de la República en contra de la destitución. El diario El País señaló que la marcha fue la más grande desde 1987. Hubo intervención policial y se registraron doce personas heridas.